# Maison allemande de l'émigration

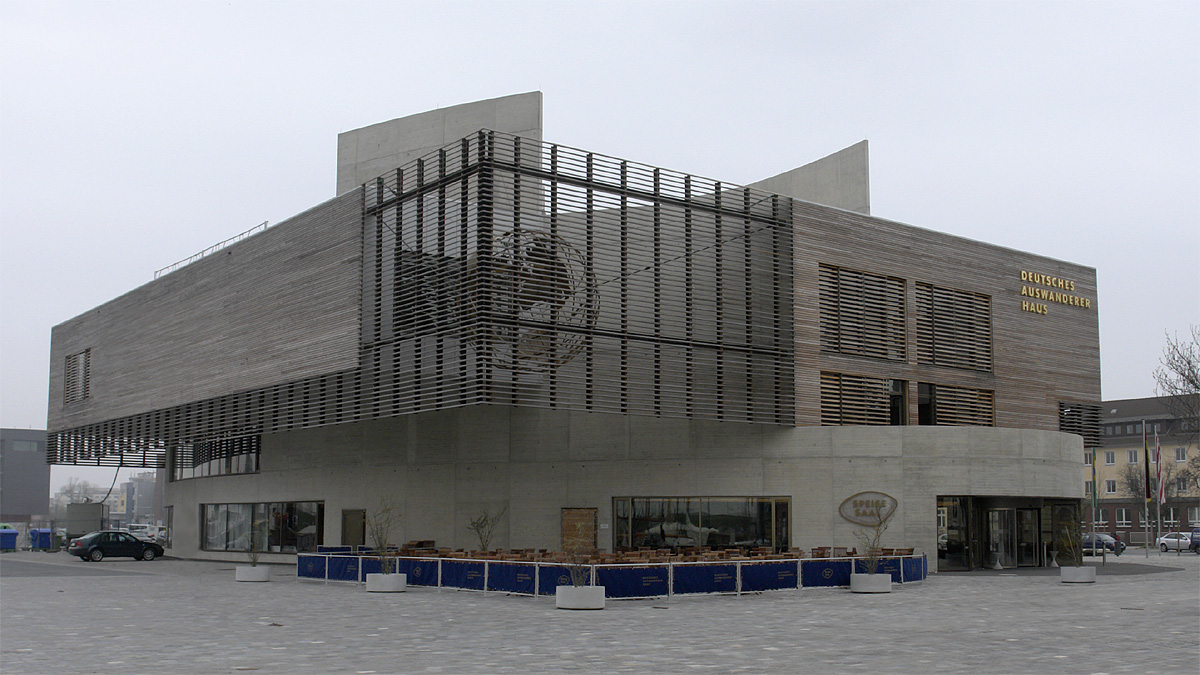
Maison allemande des émigrés

La Maison allemande de l'émigration (Deutsches Auswandererhaus) est un musée de Bremerhaven, créé en 2005, sur le thème de l'émigration allemande aux États-Unis à diverses périodes.
Ce musée a reçu en 2007 le Prix du musée européen de l'année.

## Photos

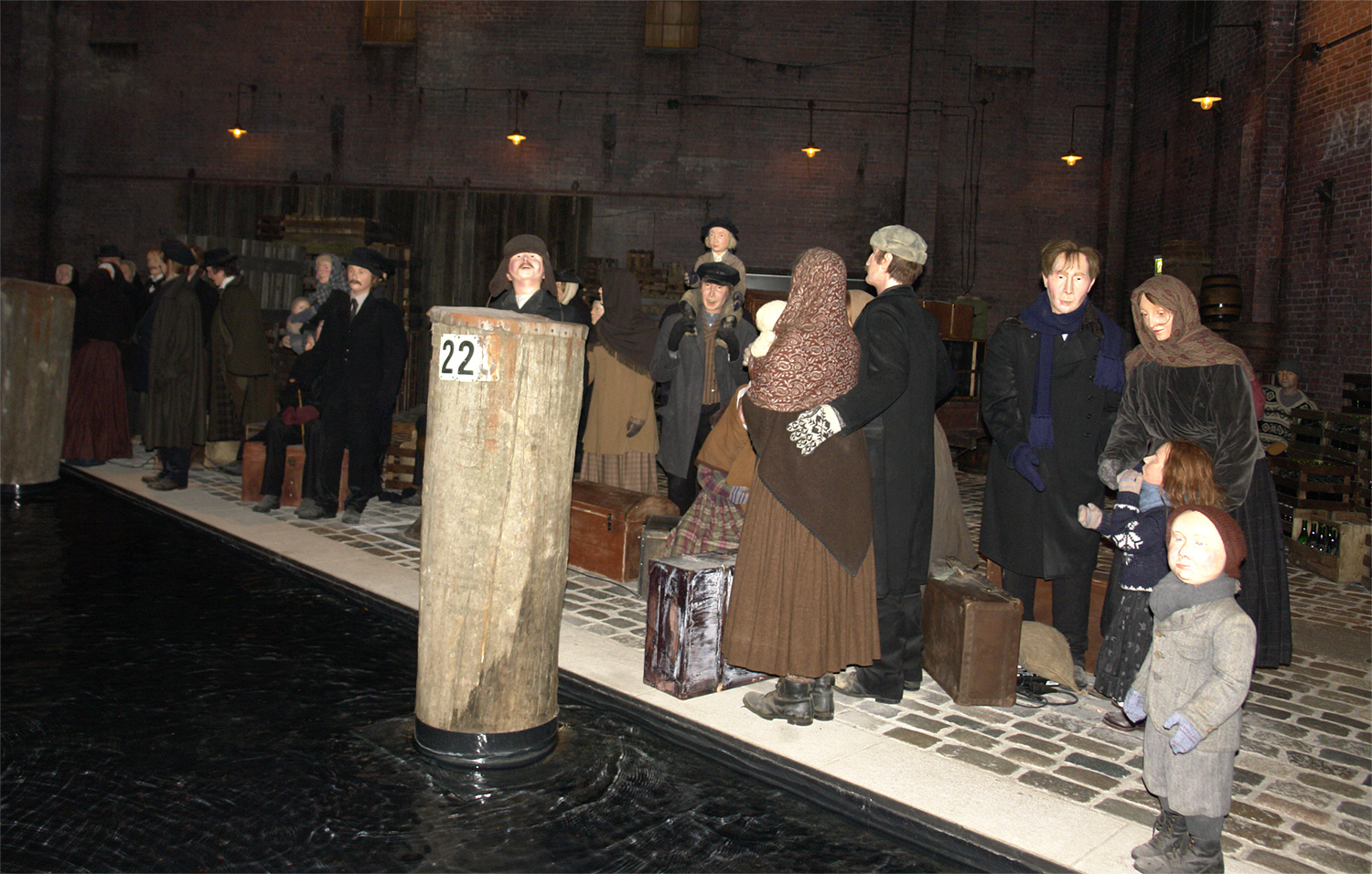
Au quai
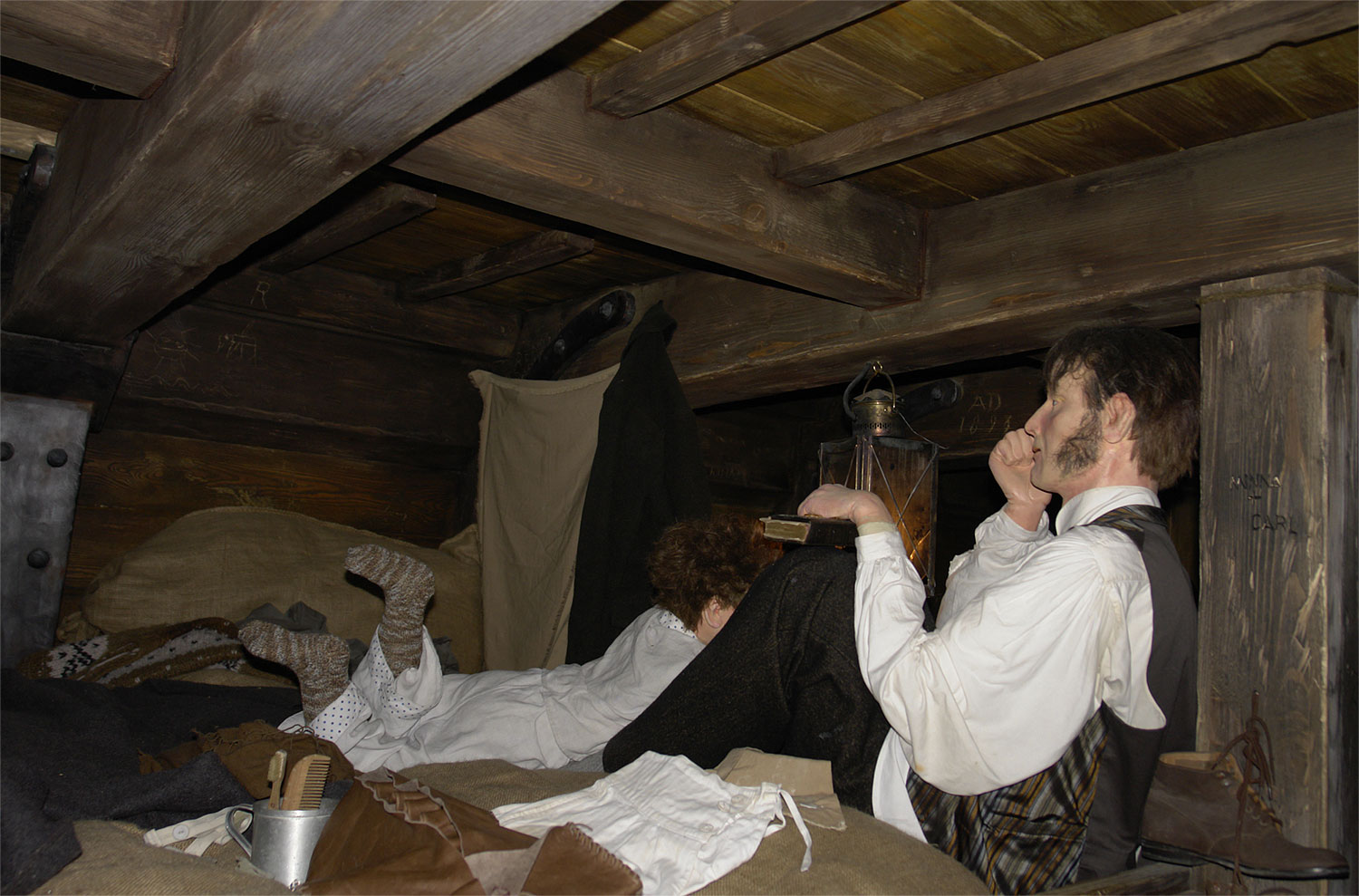
Cabine de 3e classe 1854
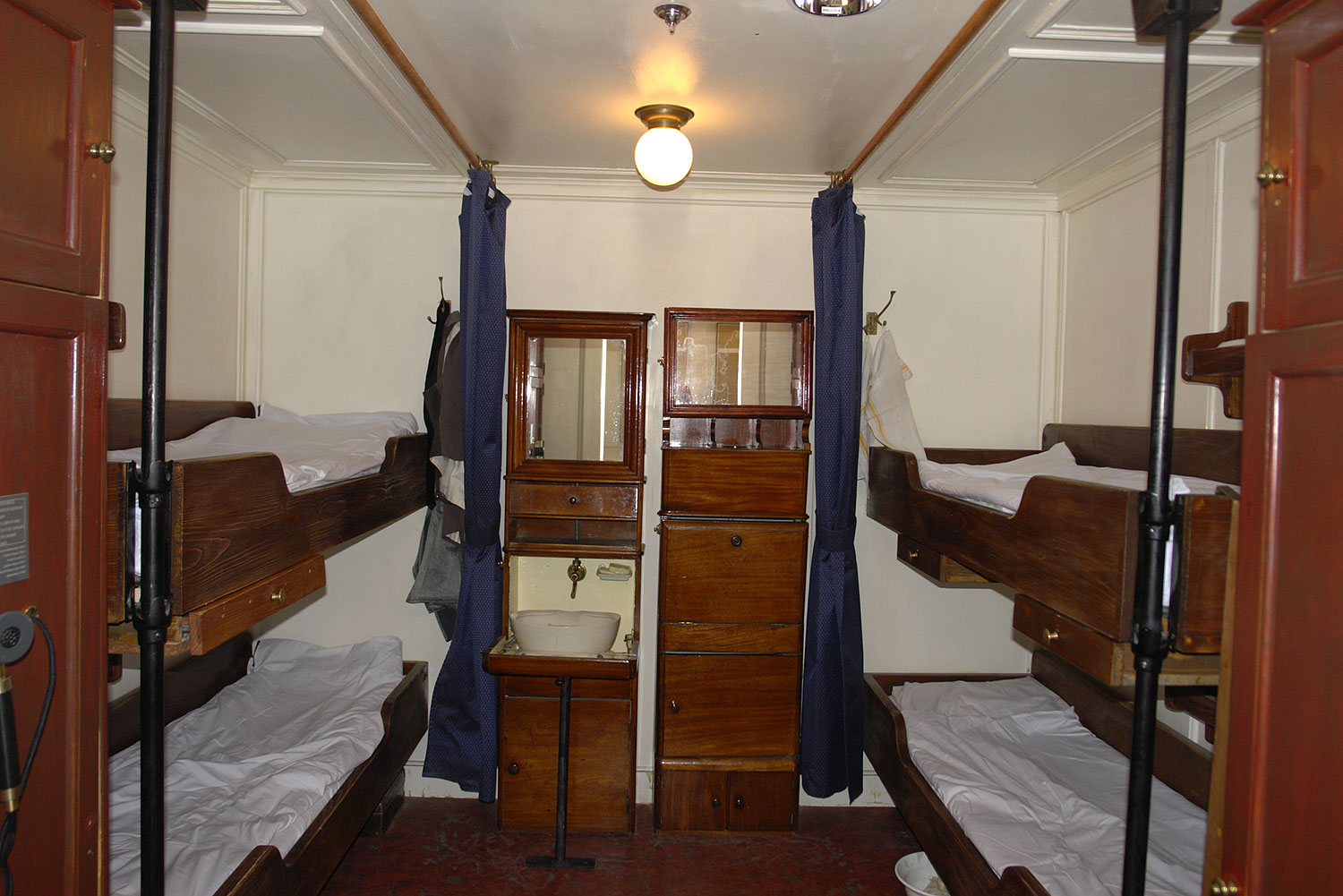
Cabine de 3e casse  1929
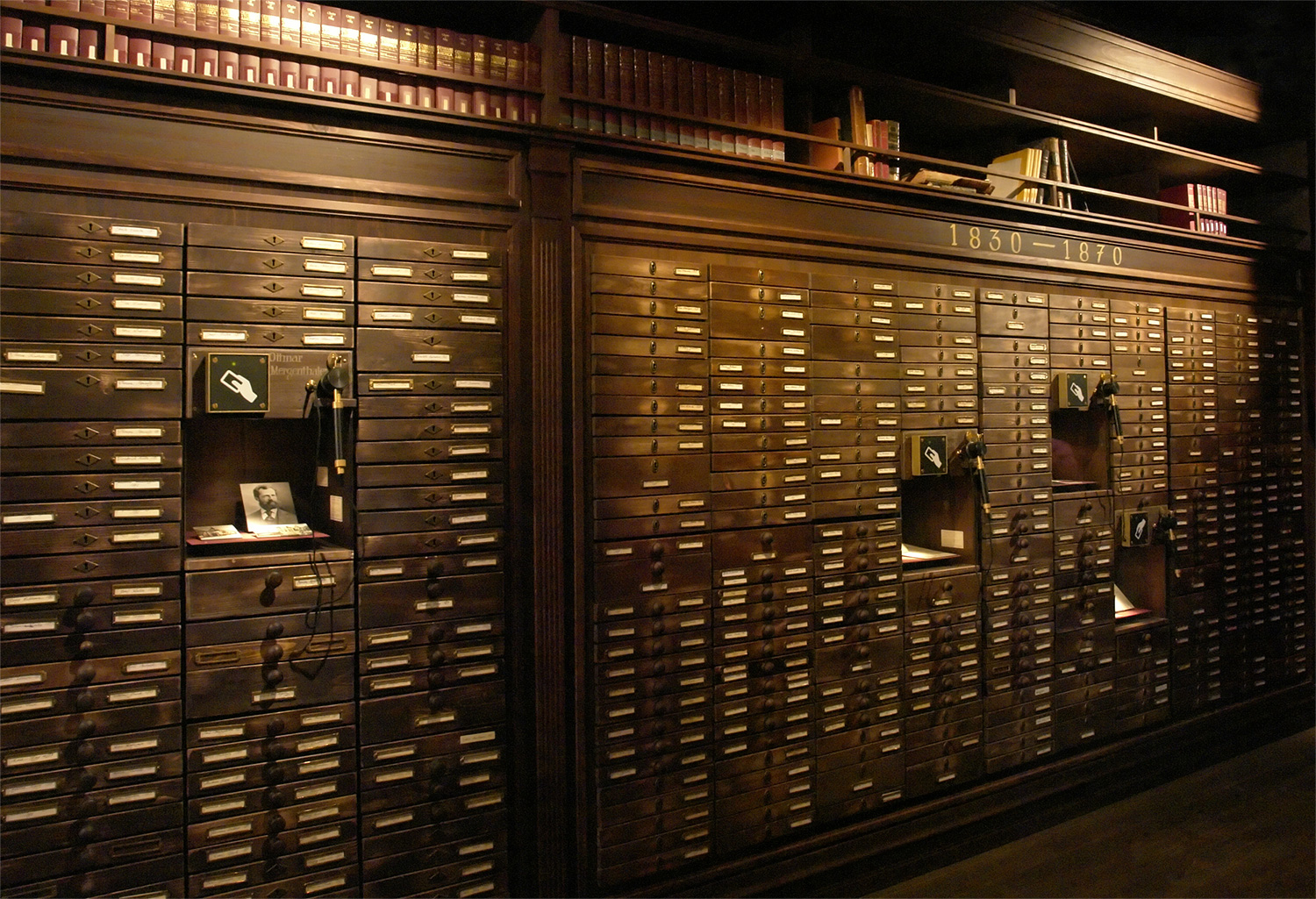
Galerie des 7 millions